# ووهان آیرون اند استیل
ووهان آیرون اند استیل (به انگلیسی: Wuhan Iron and Steel) شرکت فولادسازی چینی است، که در زمینه تولید فولاد، آهن و فولاد ضدزنگ فعالیت می‌کند.
شرکت ووهان آیرون اند استیل در سال ۱۹۵۸ تأسیس شد و در حال حاضر ظرفیت تولیدی در حدود ۱۰ میلیون تن فولاد و آهن در سال را دارا می‌باشد. ووهان آیرون اند استیل هم‌اکنون ششمین تولید کننده بزرگ فولاد جهان به‌شمار می‌آید.
دفتر مرکزی این شرکت در شهر ووهان، هوبئی قرار دارد و بخشی از سهام آن در بازار بورس شانگهای معامله می‌شود.